# Adam Zagajewski
Adam Zagajewski (Lwów, 1945. június 21. – Krakkó, 2021. március 21.) lengyel költő, esszéíró, műfordító.

## Pályafutása
Születése után családját kiutasították Lvovból, melyet nemsokára elcsatoltak Lengyelországtól és ezentúl a Szovjetunióhoz (Ukrajna) tartozott. A dél-lengyelországi Gliwice (Szilézia) városába költöztek, itt járt iskolába. Érettségi után pszichológiát és filozófiát hallgatott a krakkói Jagelló Egyetemen. Pályakezdőként filozófiát tanított a krakkói műszaki egyetemen. 
Költőként 1967-ben debütált a Życie Literackie c. lapban, utóbb az Odra és a Twórczość folyóiratokban is publikált. Bekapcsolódott az Új Hullám (Nowa fala) irodalmi mozgalomba, melyet 68-as generációnak is neveznek. 1976-ban egy ellenzéki memorandum, a kommunista párt politikája ellen tiltakozó nyílt levél aláírása után a hatóságok fellépése nyomán művei nem jelenhettek meg Lengyelországban.  
1982-ben Párizsba emigrált, és csak 2002-ben költözött vissza Krakkóba feleségével, Maja Wodeckával. 
Zagajewski nemzetközi elismerésekben részesült, szépirodalmi műveit számos nyelvre lefordították. Költészetében visszatérő témák: éj, álmok, történelem és idő összefüggései, a Végtelen és az Örökkévalóság, csend és halál. 
75 éves korában, 2021. március 21-én hunyt el Krakkóban. 

## Művei

### Költészet
- Komunikat. Kraków, 1972 ISBN 978-606-711-947-3
- Sklepy mięsne. Kraków, 1975 ISBN 978-606-711-947-3
- List. Oda do wielkości. Paris, 1983 ISBN 978-2-7168-0030-3
- Jechać do Lwowa. London, 1985 ISBN 978-0-906601-25-9
- Plótno. Paris, 1990 ISBN 978-2-906253-07-0
- Ziemia ognista. Poznan, 1994 ISBN 978-83-85568-09-4
- Trzej aniołowie / Three Angels. Kraków, 1998 (lengyel-angol versválogatás) ISBN 978-83-08-02780-6
- Pragnienie. Kraków, 1999 ISBN 978-83-85568-43-8
- Powrót. Kraków, 2003 ISBN 978-83-240-0339-6
- Anteny. Kraków, 2005 ISBN 978-83-85568-75-9
- Unseen Hand (Niewidzialna reka). Kraków, 2009 ISBN 978-83-240-1246-6
- Wiersze wybrane. Kraków, 2010 ISBN 978-83-61298-68-7
- Asymetria. Kraków, 2014 ISBN 978-83-61298-76-2
- Lotnisko w Amsterdamie / Airport in Amsterdam. Kraków, 2016 (lengyel-angol versválogatás)  ISBN 978-83-61298-92-2
- Prawdziwe życie. Kraków, 2019 ISBN 978-83-65614-25-4

### Próza
- Ciepło, zimno. Warszawa, 1975 OCLC 454835659
- Słuch absolutny. Kraków, 1979 OCLC 1036346563
- Cienka kreska. Kraków, 1983 ISBN 978-83-7006-088-6

### Esszé
- Świat nieprzedstawiony. Kraków, 1974 OCLC 69284381
- Drugi oddech. Kraków, 1978 OCLC 5403843
- Solidarność i samotność. "Zeszyty literackie", 1986 ISBN 978-83-917979-0-7
- Dwa miasta. Paryż-Kraków, 1991 ISBN 978-83-85158-33-2
- Another Beauty (W cudzym pięknie). Poznań, 1998 ISBN 978-83-85568-94-0
- Obrona żarliwosci. Kraków, 2002 ISBN 978-83-85568-57-5
- Poeta rozmawia z filozofem. Warszawa, 2007 ISBN 978-83-60046-85-2
- Lekka przesada. Kraków, 2011 ISBN 978-83-61298-29-8
- Poezja dla początkujących. Warszawa, 2017 ISBN 978-83-64648-57-1
- Substancja nieuporządkowana. Kraków, 2019 ISBN 978-83-240-5869-3

## Magyarul
- Bármi is történt. Válogatott versek Zsille Gábor fordításában; Orpheusz Könyvek, Bp., 2004
- Adam Zagajewski: Deszcz nad Paryżem / Eső Párizs felett – Eső Párizsban – Párizs felett az eső – Párizsi eső – Zápor Párizs felett – Eső Párizs fölött – Ősz van, Párizsban esik – Felhőkben Párizs fölött – Eső Párizson. Az Országos Idegennyelvű Könyvtár 4. műfordítás-pályázatának anyaga; szerk. Virág Ágota; Napkút, Bp., 2009 (Káva téka)
- A veled hallgatott zene. Versek; vál., ford., szerk. Zsille Gábor; Magyar PEN Club, Bp., 2016

## Fordítás
- Ez a szócikk részben vagy egészben  az   Adam Zagajewski című angol Wikipédia-szócikk fordításán alapul.  Az eredeti cikk szerkesztőit annak laptörténete sorolja fel. Ez a jelzés csupán a megfogalmazás eredetét és a szerzői jogokat jelzi, nem szolgál a cikkben szereplő információk forrásmegjelöléseként.